# Paolo Maria Nocera
Paolo Maria Nocera (nasceu a 22 de Julho de 1985) e é um piloto de carros Italiano.

## Carreira

### Fórmula Renault
Nocera começou a sua carreira nos carros correndo no Fórmula Renault Italiana em 2003. Também competiu numa corrida da Fórmula Renault 2.0 Eurocup.  Em 2004 permaneceu no campeonato italiano, mas acabou só em 20º no final do campeonato, bem como no ano seguinte.

### Fórmula 3
Nocera correu primeiro no Campeonato Italiano Fórmula 3 em 2004.  Ficando com a equipa Lucidi Motors no resto do tempo nesta fórmula, acabou em 13º  no seu primeiro ano, e acabou em 3º em 2005. Depois de uma passagem mal sucedida na Fórmula 3 Euroseries em 2006, Nocera regressou a Itália e ganhou o campeonato de F3 Italiano à 3ª tentativa.

### Fórmula 3000
Em 2006, Nocera pilotou também na Fórmula 3000 Euro para a equipa do piloto de Fórmula One Giancarlo Fisichella Fisichella Motor Sport. Acabou o campeonato em 13º.

### GP2 Series
Nocera foi recrutado pela equipa BCN Competicion team to drive for them in the 2008 GP2 Series season.  Contudo, foi despedido depois da 1ª ronda do campeonato, para ser substituído por Adrián Vallés na equipa de Fisichella.

## Registo de corridas

### Sumário da Carreira
| Época | Campeonato                       | Nome da equipa                | Corridas | Poles | Vitórias | Pontos | Lugar Final |
| ----- | -------------------------------- | ----------------------------- | -------- | ----- | -------- | ------ | ----------- |
| 2003  | Fórmula Renault 2.0 Italiana     | Imola Racing Cram Competition | 12       | 0     | 0        | 10     | 20º         |
| 2003  | Fórmula Renault 2.0 Eurocup      | Imola Racing                  | 1        | 0     | 0        | 0      | NC          |
| 2004  | Campeonato Italiano de Fórmula 3 | Lucidi Motors                 | 7        | 1     | 0        | 28     | 13º         |
| 2004  | Fórmula Renault 2.0 Italiana     | RP Motorsport                 | 11       | 0     | 0        | 8      | 20º         |
| 2005  | Campeonato Italiano de Fórmula 3 | Lucidi Motors                 | 12       | 5     | 3        | 168    | 3º          |
| 2006  | Fórmula 3000 Euro                | Fisichella Motorsport         | 12       | 5     | 3        | 13º    | 13º         |
| 2006  | Fórmula 3 Euroseries             | Prema Powerteam               | 8        | 0     | 0        | 0      | NC          |
| 2006  | Fórmula 3 Ultimate Masters       | Prema Powerteam               | 1        | 0     | 0        | N/A    | 29º         |
| 2007  | Campeonato Italiano de Fórmula 3 | Lucidi Motors                 | 16       | 5     | 6        | 114    | 1º          |
| 2008  | GP2 Séries                       | BCN Competicion               | 2        | 0     | 0        | 0      | 33º*        |

* Época em curso.